# Batman - Il ritorno
Batman - Il ritorno (Batman Returns) è un film del 1992 diretto e co-prodotto da Tim Burton.
Basato sul personaggio di Batman di DC Comics, è il sequel di Batman (1989). Ad interpretare Batman viene chiamato di nuovo Michael Keaton, mentre Danny DeVito è il Pinguino, Michelle Pfeiffer è Catwoman e Christopher Walken è Max Shreck, antagonista secondario del film.
Batman - Il ritorno fu un successo sia commerciale, sia di critica. Il film ricevette alcune nomination agli Oscar, ai BAFTA, agli MTV Movie Awards e ai Saturn Award.

## Trama
In un'analessi ambientata a Gotham City nel periodo di Natale, i socialiti coniugi Tucker ed Ester Cobblepot assistono alla nascita del loro primogenito, che si rivela orribilmente deforme e uccide il gatto di famiglia. Temendo la natura aggressiva e oscura del figlio, Tucker ed Ester lo rinchiudono in una culla sigillata e lo gettano nelle acque di un fiume con la speranza che muoia a causa del gelo. Invece, lentamente, la corrente conduce il neonato in una comunità sotterranea di pinguini, ultimi superstiti della sezione antartica dello zoo cittadino abbandonato.
Trentatré anni dopo, mentre i giornali parlano con insistenza di un misterioso "uomo-pinguino" che vivrebbe nelle fogne, lo spietato e crudele magnate dell'industria di Gotham, Max Shreck, tenta di convincere il sindaco ad avviare la costruzione di una centrale elettrica, ma viene rifiutato. Poco dopo, durante la festa di inaugurazione dell'albero di Natale municipale a cui partecipano le autorità cittadine, incluso Shreck, Gotham viene devastata dalle razzie della feroce banda del "Triangolo Rosso", composta da individui armati che agiscono con costumi e metodi a tema circense.
Richiamato dal Bat segnale, il miliardario Bruce Wayne si mette i panni di Batman e giunge in città dove respinge i mostri del Triangolo Rosso. Shreck, che cercava di allontanarsi dalla confusione generale, viene rapito dai criminali e si ritrova in una fogna sotto il vecchio zoo, dove incontra il loro leader, il fantomatico "Pinguino". Questo, volendo essere venerato come lui, forma un'alleanza con Shreck, il quale accetta di aiutarlo purché il Pinguino non sveli alle autorità i suoi reati societari.
Nel frattempo, Selina Kyle, l'umiliata e impacciata segretaria personale di Shreck, scopre casualmente che la centrale elettrica, tanto voluta dal suo principale, in realtà sarà un accumulatore di energia che sottrarrà elettricità a Gotham City. Per mantenere il segreto, Shreck la uccide gettandola da una finestra. Però, quando un branco di gatti randagi la circondano e cercano di svegliarla, Selina pare resuscitare. Tornata a casa, la donna subisce un forte attacco di isteria e sviluppa un disturbo antisociale di personalità, cucendosi un costume in lattice nero con una frusta, assumendo l'identità di "Catwoman".
Il giorno seguente, un membro del Triangolo Rosso rapisce il figlio neonato del sindaco di Gotham City durante un comizio e lo consegna segretamente al Pinguino, il quale restituisce il bambino inscenando un eroico salvataggio. Nonostante la reazione positiva generale nei confronti del Pinguino, Bruce nutre sospetti nei suoi confronti e così, dopo aver compiuto una ricerca nella Batcaverna, scopre che i criminali del Triangolo Rosso erano il personale di un circo caduto in disgrazia da anni e che uno dei loro freak, "L'incredibile bambino anfibio", è scomparso nel nulla subito dopo la chiusura, intuendo che si tratti proprio del Pinguino. In seguito Bruce inizia a passare del tempo con Selina e insieme sviluppano una relazione amorosa.
Intanto, sotto l'attenzione dei mass media, il Pinguino si reca al cimitero per visitare la tomba dei genitori, che si rivelano essere proprio Tucker e Ester, morti da anni e senza avere avuto altri figli. Pinguino afferma quindi di chiamarsi Oswald Cobblepot, e finge di averli perdonati. Shreck lo convince a candidarsi come nuovo sindaco di Gotham, con l'intenzione di avere appoggi politici per il compimento dei propri progetti. Così, per infangare la figura dell'attuale sindaco di Gotham, Oswald manda il Triangolo Rosso a seminare panico e distruzione per la metropoli.
Batman difende prontamente la città eliminando diversi terroristi circensi, e si scontra per la prima volta con Catwoman, la quale si era approfittata del trambusto per vandalizzare e far esplodere un negozio di articoli sportivi di Shreck. Tra i due nascerà un'attrazione parallelamente a quella che hanno nella loro vita comune. Il giorno seguente Oswald viene visitato da Catwoman, la quale, essendo stata sconfitta da Batman la sera precedente, gli propone di unire le forze per umiliare il cavaliere oscuro. Cobblepot rapisce e causa la morte della Principessa del Ghiaccio, una modella scelta per l'accensione dell'albero di Natale municipale, nonché causare scompiglio con uno stormo di pipistrelli inferociti, incastrando Batman del crimine, che viene inseguito dalla polizia nonostante le obiezioni del Commissario Gordon. Catwoman non prende bene la morte della Principessa del Ghiaccio e di lì a poco Oswald cerca di ucciderla dopo che questa ha rifiutato le sue avances. Nel frattempo, Batman ritorna sulla sua Batmobile e scopre che Oswald ha sabotato il veicolo tramite un comando a distanza remoto, causando molti danni lungo le strade di Gotham. Tuttavia, Batman alla fine riesce a riprendere il controllo della Batmobile e sfugge a malapena all'inseguimento della polizia.
Bruce, che aveva registrato le espressioni beffarde di Oswald riguardo agli abitanti di Gotham durante la corsa della Batmobile, trasmette la registrazione dagli altoparlanti durante il discorso elettorale di Oswald, così facendo viene respinto dai furiosi cittadini. Oswald decide così di tornare ad essere il Pinguino rinnegando la propria umanità e ordina al Triangolo Rosso di avanzare in città per rapire tutti i bambini primogeniti e ucciderli nelle fetide acque fognarie, ora inquinate dai rifiuti tossici raccolti dai depuratori di Shreck, il quale si lascia rapire al posto del figlio Chip.
In poche ore, però, Batman mette fuori combattimento il Triangolo Rosso, e salva i bambini rapiti. Il Pinguino allora decide di distruggere l'intera città armando i suoi pinguini con lanciarazzi telecomandati, ma Batman sfreccia nelle fogne a bordo del Batski e con l'aiuto del maggiordomo Alfred, che agisce dalla Batcaverna, disturba le trasmissioni radio dei pinguini, dirottandoli verso lo zoo antartico anziché verso la Gotham Plaza. Lo zoo viene quindi distrutto dai razzi, e il Pinguino si scontra furiosamente con Batman, che lo getta violentemente dal lucernario del suo covo, liberandogli addosso uno stormo di pipistrelli e facendolo finire in acqua.
Shreck riesce intanto a liberarsi approfittando del caos, ma viene aggredito da Catwoman che viene a sua volta raggiunta da Batman. Questi cerca di convincerla a rinunciare alla sua vendetta e alle loro doppie vite per vivere insieme, ma lei lo respinge graffiandogli il volto, e affermando che pur volendo non vuole risparmiare l'ex capo. Shreck cerca di ucciderli entrambi con una rivoltella, ma Selina per vendicarsi dei torti subiti, gli infila nella bocca un taser uccidendolo e provocando l'esplosione del covo. Batman si riprende e cerca Selina, ma trova soltanto lo scheletro carbonizzato di Shreck. Pinguino esce dall'acqua e cerca di uccidere Batman con l'ombrello a mitraglia, ma sbaglia ombrello per poi soccombere alle ferite e al calore provocato dall'esplosione, così i suoi pinguini lo trascinano nell'acqua fognaria.
Nel finale, Bruce raccoglie la gatta di Selina in un vicolo cieco, prima di tornare a casa in auto con Alfred. Mentre il triste miliardario si allontana, il Batsegnale illumina il cielo, e Catwoman lo osserva dal tetto di un palazzo.

## Produzione
Benché fosse una mossa scontata, Tim Burton inizialmente non sottoscrisse un seguito dopo l'enorme successo di Batman (1989). Sul primo film Burton affermò: «Ci sono parti che mi piacciono, ma al tempo fu abbastanza noioso come tema. Spesso i sequel sono simili al primo film, eccetto che per l'incremento degli incassi. Non mi sentivo di farlo; volli poi trattare il nuovo Batman come un altro, nuovo, film».
Sam Hamm realizzò un primo abbozzo che conteneva i personaggi del Pinguino e di Catwoman alla ricerca di un tesoro nascosto. Hamm aveva intenzione anche di far vedere la nascita di Harvey Dent come Due Facce. Waters affermò che «l'idea gli piaceva», seppur si trattasse ancora di una mini-trama. Dent fu eliminato da Burton, dato che quest'ultimo non voleva relazioni con il precedente Batman.
Burton parlò brevemente della situazione, pensando che l'idea potesse essere interessante per un terzo Batman in cui il personaggio di Due Facce poteva essere più "protagonista", cosa che purtroppo non accadde.
L'abbozzo di Hamm fu considerato deludente, così Burton chiamò Daniel Waters. Burton era rimasto impressionato dal suo lavoro in Schegge di follia; originariamente l'aveva chiamato per un sequel di Beetlejuice - Spiritello porcello. Un anno dopo, comunque, Burton lo credette perfetto per rimpiazzare Hamm. Fu a questo punto che la Warner diede a Burton il pieno controllo creativo.
Burton fu estasiato dalla nuova sceneggiatura di Waters, che affermò che Hamm aveva scritto un'«antiquata avventura d'azione». Sull'originale caratterizzazione di Catwoman, Waters affermò che «è tornato al fumetto ed al modo in cui il fumetto, in generale, tratta le donne, come una fantasia sessuale fetish». Waters sentì di aver bisogno di vedere il film attraverso il punto di vista proprio di lei. Reinventò il suo personaggio nella forma di una segretaria, credendo che così avrebbe potuto «iniziare proprio da uno dei punti più bassi di una società».
Lo studio volle disperatamente l'apparizione di Robin, la spalla di Batman. Venne inizialmente suggerito nel primo abbozzo del film, ma Burton ed Hamm convinsero la Warner a cambiare idea. Waters trovò molto difficile scriverne il personaggio, perché «Tim ed io personalmente lo odiamo, è il più inutile personaggio al mondo, soprattutto con la concezione di Tim su Batman, considerato come il più solitario tra i solitari».
Waters e Burton capirono però che vi erano già troppi protagonisti nel copione e quindi virarono su un'altra versione del personaggio di Robin. Fu quindi descritto come un intelligente ragazzo di colore che lavorava in un negozio d'automobili, situazione concepita ad hoc per legarlo, presumibilmente, alla Batmobile prima che il Pinguino la manomettesse. Waters affermò che il costume sarebbe stato «un'uniforme da meccanico vecchio stile con una semplice 'R'». Vi era anche l'idea di una scena in cui Robin avrebbe guidato la Batmobile allo stesso modo in cui lo farà poi in Batman Forever, scena che Waters commentò: «Gli sceneggiatori di Batman Forever mi hanno rubato l'idea! Non mi hanno neanche dato i popcorn gratis per questo!» Inizialmente la scelta ricadde su Marlon Wayans, che fu anche pagato con un contratto di due film. Fu poi ingaggiato per il ruolo in Batman Forever ma poi Wayans disse: «Hanno deciso che volevano un bianco», che sarebbe poi stato Chris O'Donnell. Wayans fu pagato per entrambi i film pur non recitandovi affatto.
La deformità del Pinguino nel film è stata ulteriormente accentuata aggiungendo delle mani fuse insieme a guisa di pinna. Nel fumetto, inoltre, il personaggio non venne abbandonato dai genitori e cresciuto nelle fogne. Il personaggio si rifà ad un altro supercriminale dei fumetti di Batman, Killer Croc, che inizialmente era stato effettivamente pensato come villain della pellicola.

### Scenografie
Benché la Warner Brothers riuscì, a grandi spese, ad ottenere i set per Gotham City di Anton Furst, gli stessi di Batman, dei Pinewood Studios, Burton credette che il sequel dovesse avere a disposizione una scenografia completamente differente, perciò si decise per gli studi di Burbank, in California. A Furst fu offerta nuovamente di curare la scenografia del film, ma fu forzato a declinarla per "motivi contrattuali". Burton ingaggiò così Bo Welch, con cui aveva già lavorato in Beetlejuice - Spiritello porcello ed in Edward mani di forbice. Furst si suicidò tre mesi dopo l'inizio delle riprese nel settembre del 1991.
La costruzione iniziò nei primi mesi del 1991 in due delle più grandi scene sonore di Hollywood, lo Studio 16 della Warner Bros. e lo Studio 12 della Universal. Altre otto costruzioni furono usate nei lotti della Warner, e, quando le riprese terminarono, almeno il 50% delle aree degli studio era occupato dalle scene del film. Lo Studio 16 era stato usato precedentemente per il Gotham Plaza, ispirato al Rockefeller Center di New York. Il set fu cosparso di schiuma e polistirolo per simulare i cumuli di neve. Lo Studio 12 fu occupato dalla tana del Pinguino sotto terra, un'enorme cisterna riempita da 1,5 milioni di litri d'acqua e da un'isola di ghiaccio galleggiante. Per creare l'armata di uccelli del Pinguino furono utilizzate tecniche che includevano uomini in maschera, immagini create al computer, creature robotiche e veri pinguini.
I set furono anche congelati per simulare il periodo invernale del film, e per garantire il benessere dei pinguini sullo stage 12. Le riprese rimasero segrete, tanto da utilizzare dei tesserini di riconoscimento. Al personale del dipartimento artistico fu suggerito di tenere chiusi i propri uffici tutto il tempo e a nessun visitatore fu permesso di avvicinarsi ai set, rifiuto esteso anche a persone facoltose (ad esempio Kevin Costner). A chiunque fosse coinvolto veniva chiesto di firmare un documento che garantisse che non avrebbe specificatamente intrattenuto interviste con i media. A metà delle riprese, comunque, vennero pubblicati su alcune riviste americane alcuni fotogrammi di De Vito in costume. La Warner Bros. ingaggiò un gruppo di investigatori privati per eliminare la fonte, ma il piano fallì.

## Colonna sonora
Danny Elfman scrisse serenamente la colonna sonora: in questo caso "non doveva provare niente a se stesso", come gli capitò per il primo film, in cui dovette impressionare il produttore Jon Peters. Elfman afferma che non sarebbe stato interessato se avesse dovuto "fondamentalmente eseguire le stesse note del film originale", e fu entusiasta dell'idea di Burton di realizzare un film completamente diverso. Elfman comparò la composizione della colonna sonora con una combinazione di "una solita musica da film d'azione, mixata con un frastuono operistico, e infine aggiungendo l'elemento della musica da film muto", citando così la sua esperienza come la più difficile nella carriera musicale. Inoltre, comparò le sequenze d'azione a quelle di "composizione di un cartone negli anni '40". A parte lo stress ed il livello del suo lavoro, Elfman lo trovò anche divertente ed esilarante, affermando di aver preso l'opportunità di scrivere una musica addizionale di 20 minuti comparata a quella del precedente film, e di aver composto due nuovi temi per il Pinguino e per Catwoman. In totale, Elfman scrisse 95 minuti di musica per il film, che è il doppio del solito standard.

### Tracce
1. Birth of a Penguin – 2:27
2. Opening Titles – 3:09
3. To the Present – 0:57
4. The Lair – 4:49
5. Selina Kyle – 1:11
6. Selina Transforms – 4:16
7. The Cemetery – 2:55
8. Cat Suite – 5:42
9. Batman vs. the Circus – 2:35
10. The Rise... – 1:41
11. ... And Fall from Grace – 4:08
12. Sore Spots – 2:16
13. Rooftops – 4:19
14. Wild Ride – 3:34
15. The Children's Hour – 1:47
16. The Final Confrontation – 5:12
17. Penguin Army – 4:54
18. Selina's Electrocution – 2:40
19. The Finale – 2:19
20. End Credits – 4:42
21. Face to Face dei Siouxsie and the Banshees – 4:17

## Edizione italiana
Il doppiaggio italiano è diretto da Renato Izzo, al posto di Mario Maldesi che diresse il primo, e vede una sostituzione integrale del cast. Mario Cordova subentra a Luca Biagini su Batman, Gil Baroni a Luigi Pistilli come Alfred e Vincenzo Ferro sostituisce Silvio Spaccesi nel ruolo di Gordon. Si uniscono poi al cast Giorgio Lopez, Rossella Izzo e Luciano Roffi rispettivamente come Pinguino, Catwoman e Shreck.

## Accoglienza

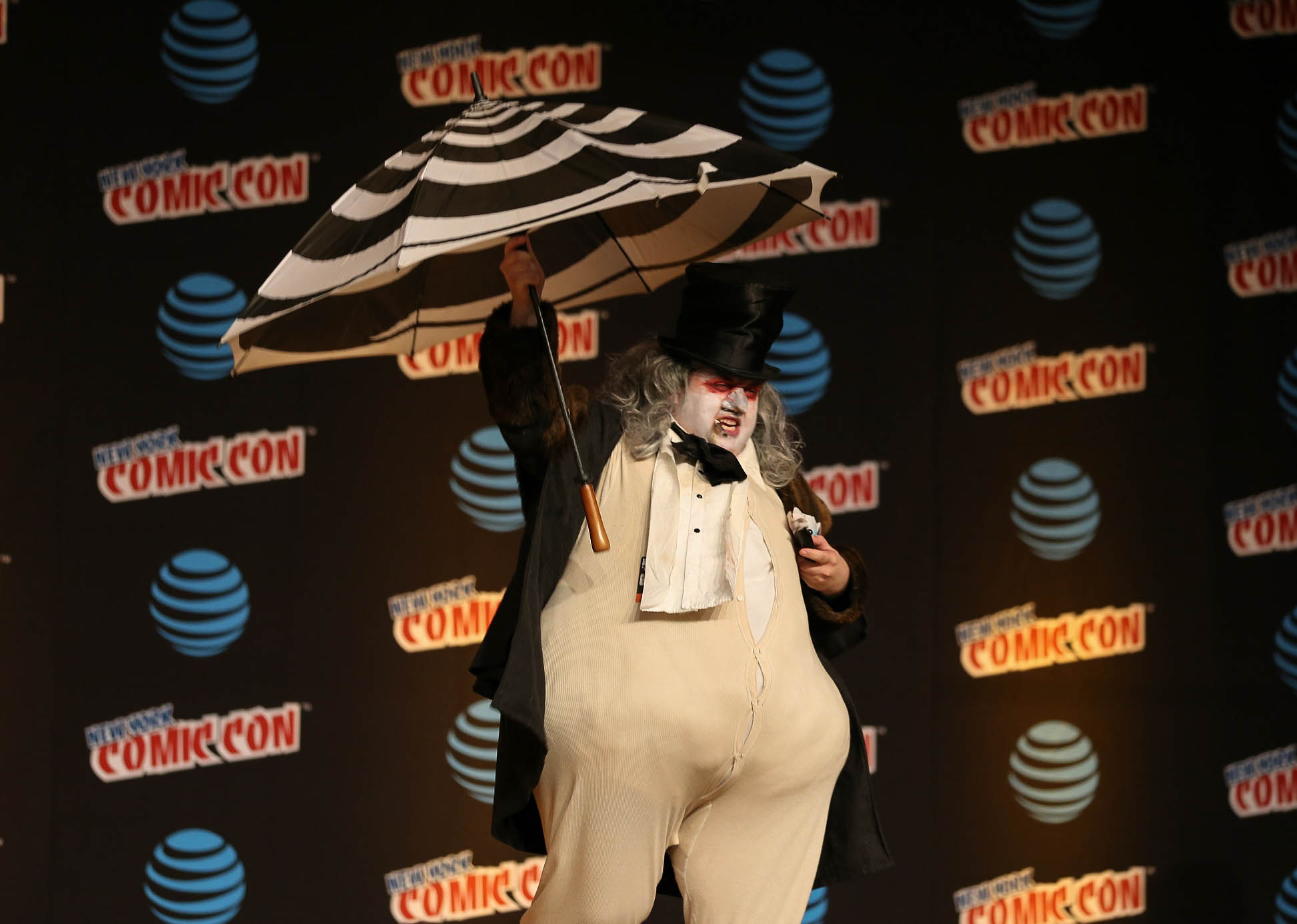
L'interpretazione di Danny DeVito come Pinguno ha ricevuto il plauso dalla critica e ha influenzato l'immagine del personaggio nell'immaginario collettivo

### Incassi
Batman - Il ritorno fu proiettato negli Stati Uniti il 19 giugno 1992 e sorpassò il record del film precedente nel weekend di apertura, guadagnando 47,7 milioni di dollari in soli tre giorni. Complessivamente ha incassato 162924631 $ in Nord America e 104010057 $ nel resto del mondo, per un totale di 266940209 $.

### Critica
Sebbene criticato da alcuni per essere troppo oscuro e violento, Batman - Il ritorno ha ricevuto recensioni per lo più positive. Su Rotten Tomatoes, il film ha una valutazione di approvazione dell'82% basata su 95 recensioni, con una valutazione media di 7,5/10. Il consenso critico del sito recita "L'atmosfera oscura e cupa del regista Tim Burton, il lavoro di Michael Keaton come eroe tormentato e il cast impeccabile di Danny DeVito come Il Pinguino, e Michelle Pfeiffer, come pure, Christopher Walken rendono il sequel migliore del primo". Su Metacritic ha un punteggio di 68 su 100 basato su 23 recensioni. Il pubblico intervistato da CinemaScore ha dato al film un voto medio di "B" su una scala da "A+" a "F".
Benché da alcuni fu considerato un film "troppo dark", Burton sentiva che il precedente Batman fosse molto più dark di Batman - Il ritorno, preferendo quest'ultimo.
Nel 2008, Batman - Il ritorno risulta al 401º posto nella classifica dei 500 più grandi film di tutti i tempi pubblicata da Empire.

## Riconoscimenti
- 1992 - Circuit Community Awards
  - Candidatura Miglior attrice non protagonista a Michelle Pfeiffer
  - Candidatura Migliore scenografia a Bo Welch e Cheryl Carasik
  - Candidatura Migliori costumi a Bob Ringwood e Mary E. Vogt
  - Candidatura Miglior suono a Jeffrey J. Haboush, Petur Hliddal, Steve Maslow, Richard L. Anderson e David E. Stone
  - Candidatura Migliori effetti speciali a Michael Fink, Craig Barron, John Bruno e Dennis Skotak
  - Candidatura Miglior trucco a Ve Neill, Ronnie Specter e Stan Winston
  - Candidatura Miglior colonna sonora a Danny Elfman
- 1993 - Premio Oscar
  - Candidatura Miglior trucco a Ve Neill, Ronnie Specter e Stan Winston
  - Candidatura Migliori effetti speciali a Michael Fink, Craig Barron, John Bruno e Dennis Skotak
- 1993 - Premio BAFTA
  - Candidatura Miglior trucco a Stan Winston
  - Candidatura Migliori effetti speciali a Michael Fink, Craig Barron, John Bruno e Dennis Skotak

- 1993 - Saturn Award
  - Miglior trucco a Stan Winston e Ve Neill
  - Candidatura Miglior film fantasy
  - Candidatura Miglior attore non protagonista a Danny DeVito
  - Candidatura Miglior regia a Tim Burton
  - Candidatura Migliori costumi a Bob Ringwood, Mary E. Vogt e Vin Burnham
- 1993 - BMI Film & TV Award
  - BMI Film Music Award a Danny Elfman
- 1993 - Premio Hugo
  - Candidatura Miglior rappresentazione drammatica a Tim Burton
- 1993 - Nastro d'argento
  - Candidatura Regista del miglior film straniero a Tim Burton
- 1993 - MTV Movie & TV Awards
  - Candidatura Attrice più attraente a Michelle Pfeiffer
  - Candidatura Miglior cattivo a Danny DeVito
  - Candidatura Miglior bacio a Michael Keaton e Michelle Pfeiffer